# Jakoruda
Jakoruda (bułg. Якоруда) – miasto w południowo-zachodniej Bułgarii, w obwodzie Błagojewgrad. Siedziba gminy Jakoruda. Według danych Narodowego Instytutu Statystycznego, 31 grudnia 2011 roku miasto liczyło 5737 mieszkańców.

## Osoby urodzone w Jakorudzie
- Iwan Ananijew – wolontariusz legionu Macedońsko-Adrianopolskiego
- Ganczo Atanasow – wolontariusz legionu Macedońsko-Adrianopolskiego
- Wyłczo Bangejew – kapitan artylerii
- Georgi Bokow – bohater BKL-u
- Iwan Botuszanow – rewolucjonista, bohater WMOK-u
- Stojko Botuszanow – rewolucjonista
- Kliment Buczew – inżynier, polityk
- Georgi Burew – rewolucjonista, bohater WMORO-u
- Petyr Christow – rewolucjonista
- Filip Gławejew – nauczyciel, rewolucjonista
- Stojko Graszkin – duchowny, nauczyciel
- Georgi Kożucharow – duchowny
- Todor Makedonski – rewolucjonista
- Iwan Masłarow – polityk
- Emilija Masłarowa – minister
- Georgi Parcow – rewolucjonista
- Nikifor Popfilipow – badacz, pisarz
- Filip Stojanow – duchowny
- Stojan Tabakow – księgarz, rewolucjonista
- Nikoła Wardew – księgarz, rewolucjonista
- Georgi Wrigazow – rewolucjonista
- Bogdan wojwoda – hajduk